# Margo (actrice)
Pour les articles homonymes, voir Margo.

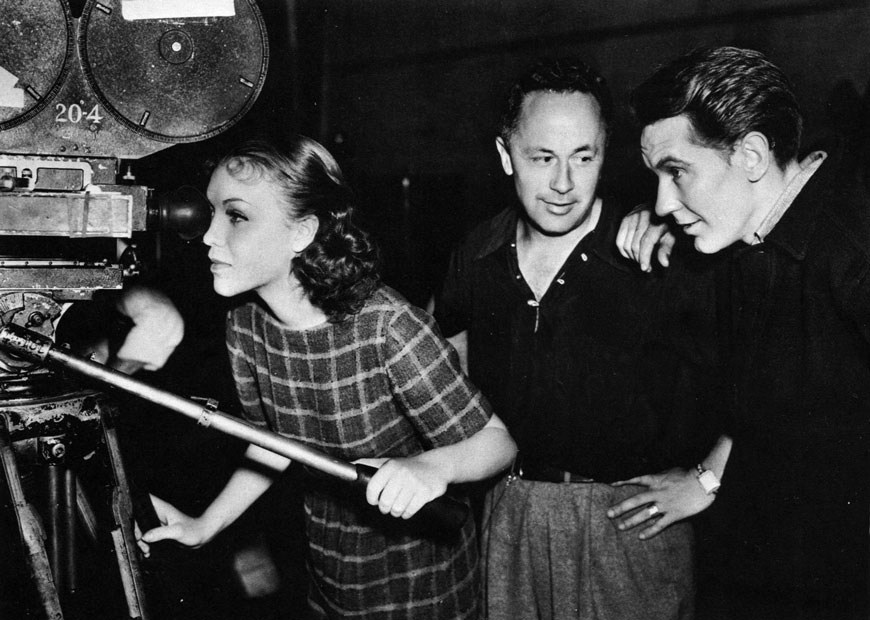
Sous les ponts de New York (1936), autre photo promotionnelle - de gauche à droite :
Margo, J. Peverell Marley et Burgess Meredith

Margo (connue également comme Margo Albert) est une actrice et danseuse d'origine mexicaine, née María Marguerita Guadalupe Teresa Estela Bolado Castilla y O'Donnell le 10 mai 1917 à Mexico (Mexique), morte d'un cancer le 17 juillet 1985 à Los Angeles dans le quartier de Pacific Palisades (Californie, États-Unis).

## Biographie
Installée aux États-Unis, elle débute au cinéma en 1934, sous le pseudonyme singulier de Margo. En tout, elle contribue à seulement treize films américains, le dernier sorti en 1962. Mentionnons L'Homme-léopard (avec Dennis O'Keefe et Jean Brooks) de Jacques Tourneur, et Face au soleil levant (avec Tom Neal, J. Carrol Naish et Robert Ryan) d'Edward Dmytryk, tous deux sortis en 1943, où elle tient le premier rôle féminin. Et dans Robin des Bois d'El Dorado (1935) de William A. Wellman, elle est à la fois actrice et danseuse (sa formation initiale), aux côtés de Warner Baxter.
En 1937, elle épouse en premières noces l'acteur Francis Lederer, mais divorce trois ans après (en 1940). Puis, en 1945, elle se remarie avec un autre acteur, Eddie Albert (resté veuf à la mort de l'actrice en 1985). Désormais connue également sous le nom de Margo Albert, elle tourne deux films de Daniel Mann aux côtés de son mari, Une femme en enfer (1955, avec Susan Hayward et Richard Conte) et L'Inconnu du gang des jeux (son dernier film, en 1962, avec Dean Martin et Lana Turner).
À la télévision, elle apparaît dans douze séries, de 1949 à 1965, année où elle se retire de l'écran (si l'on excepte des apparitions ultérieures comme elle-même).
Au théâtre, Margo joue à Broadway (New York) dans cinq pièces, disséminées entre 1935 et 1945. La première est Winterset de Maxwell Anderson, créée en septembre 1935 et représentée 195 fois jusqu'en mars 1936, avec Burgess Meredith et Eduardo Ciannelli. Elle retrouve les deux acteurs dans l'adaptation au cinéma (chacun reprenant son rôle initial), réalisée par Alfred Santell et sortie en décembre 1936, sous le même titre original (titre français : Sous les ponts de New York).

## Filmographie

### Au cinéma (intégrale)
- 1934 : Crime Without Passion de Ben Hecht et Charles MacArthur
- 1935 : La Dernière Rumba (Rumba) de Marion Gering
- 1935 : Robin des Bois d'El Dorado (The Robin Hood of El Dorado) de William A. Wellman
- 1936 : Sous les ponts de New York (Winterset) d'Alfred Santell
- 1937 : Les Horizons perdus (Lost Horizon) de Frank Capra
- 1939 : Miracle on Main Street de Steve Sekely
- 1939 : El milagro de la calle mayor de N.A. Cuyas et Steve Sekely (version alternative en espagnol de Miracle on Main Street)
- 1943 : L'Homme-léopard (The Leopard Man) de Jacques Tourneur
- 1943 : Gangway for Tomorrow (en) de John H. Auer
- 1943 : Face au soleil levant (Behind the Rising Sun) d'Edward Dmytryk
- 1952 : Viva Zapata ! d'Elia Kazan
- 1955 : Une femme en enfer (I'll cry Tomorrow) de Daniel Mann
- 1958 : La Fureur des hommes (From Hell to Texas) d'Henry Hathaway
- 1962 : L'Inconnu du gang des jeux (Who's got the Action ?) de Daniel Mann

### À la télévision (sélection)
- 1957 : La Grande Caravane (Wagon Train), Saison 1, épisode 8 The John Darro Story de Mark Stevens
- 1959 : Aventures dans les îles (Adventures in Paradise), Saison 1, épisode 1 La Fosse du silence (The Pit of Silence) de Paul Stanley
- 1962 : Le Gant de velours (The New Breed), Saison unique, épisode 31 My Brother's Keeper
- 1964 : Rawhide, Saison 7, épisode 5 A Man called Mushy de Michael O'Herlihy
- 1965 : Première série Perry Mason, Saison 8, épisode 22 The Case of the Sad Sicilian de Jesse Hibbs

## Théâtre
Pièces jouées à Broadway
- 1935-1936 : Winterset de Maxwell Anderson, avec Richard Bennett, Abner Biberman, Eduardo Ciannelli, Burgess Meredith
- 1936 : The Masque of Kings de Maxwell Anderson, avec Leo G. Carroll, Henry Hull
- 1939-1940 : The World we make de Sidney Kingsley, avec Joseph Pevney
- 1941 : Tanyard Street de Louis D'Alton, mise en scène d'Arthur Shields, avec Barry Fitzgerald, Lloyd Gough, Arthur Shields
- 1944-1945 : A Bell for Adano, adaptation par Paul Osborn du roman éponyme de John Hersey (adapté au cinéma en 1945), mise en scène d'Henry C. Potter, avec Fredric March, Jack Arnold, Everett Sloane